# Crematogaster misella
Crematogaster misella är en myrart som beskrevs av Arnold 1920. Crematogaster misella ingår i släktet Crematogaster och familjen myror. Inga underarter finns listade i Catalogue of Life.